# Ирригатор

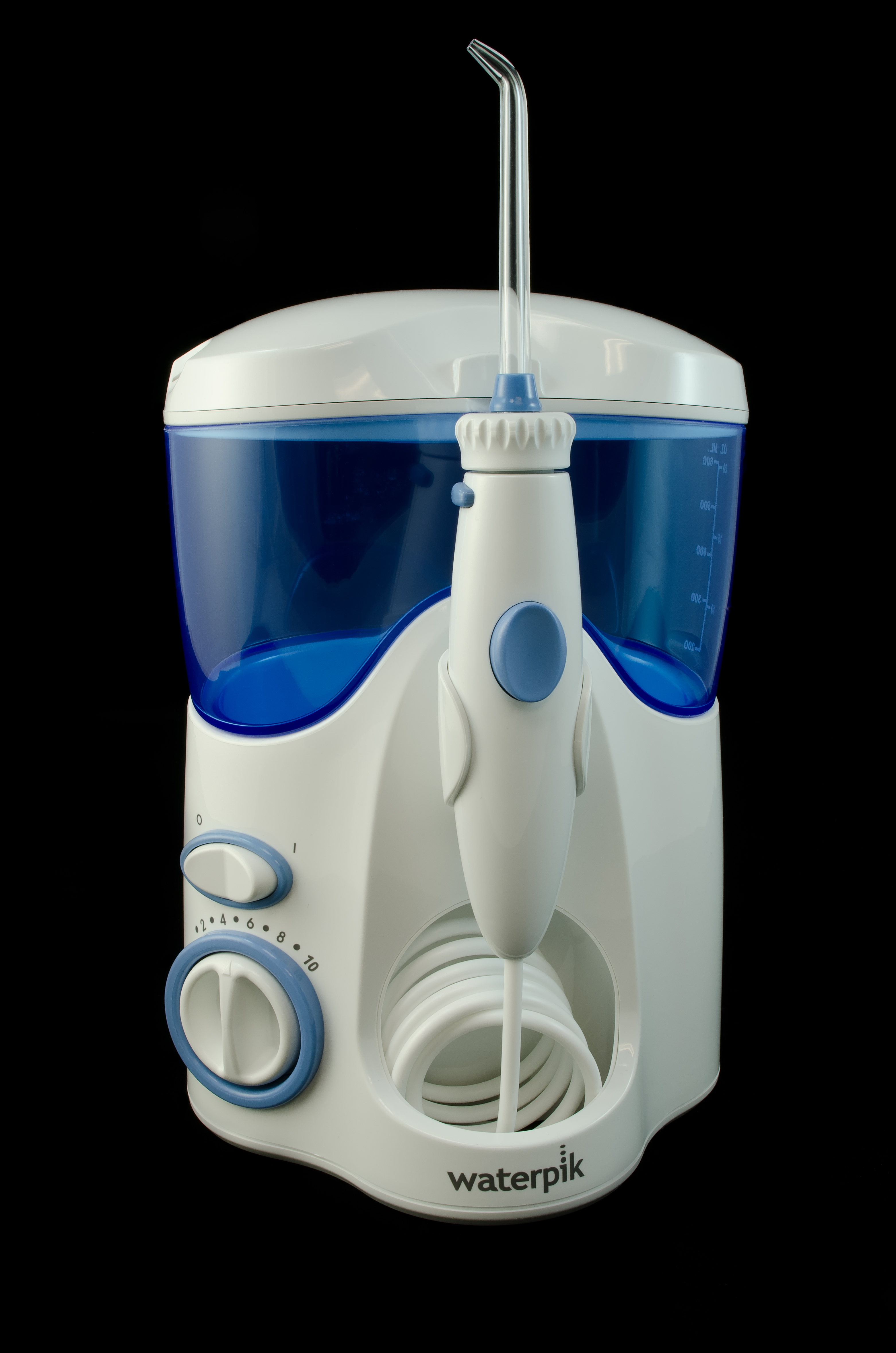
Ирригатор

Ирригатор для ротовой полости (англ. oral irrigator, dental water jet) — домашнее устройство для удаления зубного налёта, остатков пищи из межзубных промежутков, и массажа дёсен за счёт пульсаций водяной струи.

## Устройство и разновидности прибора
Ирригаторы в первую очередь подразделяются по типам:
- стационарный — требует стационарной установки и розетки рядом с ванной;
- портативный — переносной ирригатор, который работает от одной или нескольких батареек или аккумулятора и может использоваться в поездках, а также удобен в ваннах, где нет розетки.

Другие важные параметры, которые различают ирригаторы — это напор струи, количество насадок, а также специальные режимы.

## Исследования
Первый ирригатор для ротовой полости был разработан в 1962 году зубным врачом и инженером из города Форт-Коллинс. С тех пор было выполнено более 50 научных исследований ирригаторов. Прибор был протестирован и показал эффективность при лечении пародонтита, гингивита, при диабете, обработке ортодонтических приспособлений, коронок и имплантатов.
Наиболее наглядным эффектом применения ирригатора для ротовой полости является эффективная терапия кровотечений и гингивита. Исследования показали, что ирригатор превосходит зубную нить как в снижении кровотечения, так и в уменьшении зубного налёта.
Систематический обзор 2008 года указывает на то, что применение ирригатора в дополнение к чистке зубной щёткой не дает преимущества в виде уменьшения зубного налёта, однако может улучшить здоровье дёсен.
В ходе исследования, проводившегося в Южно-Калифорнийском университете, было обнаружено, что трёхсекундная обработка пульсирующей водой при 1200 пульсациях в минуту и среднем давлении 490 кПа удаляет 99,9 % налёта биоплёнки с обработанных участков. Клиническая эффективность была показана при использовании средних параметров и выше.

## Другие применения
Ирригатор может использоваться для удаления конкрементов в нёбных миндалинах.
Существуют не связанные со стоматологией виды применения, например очистка ювелирных изделий.